# Mela Muter

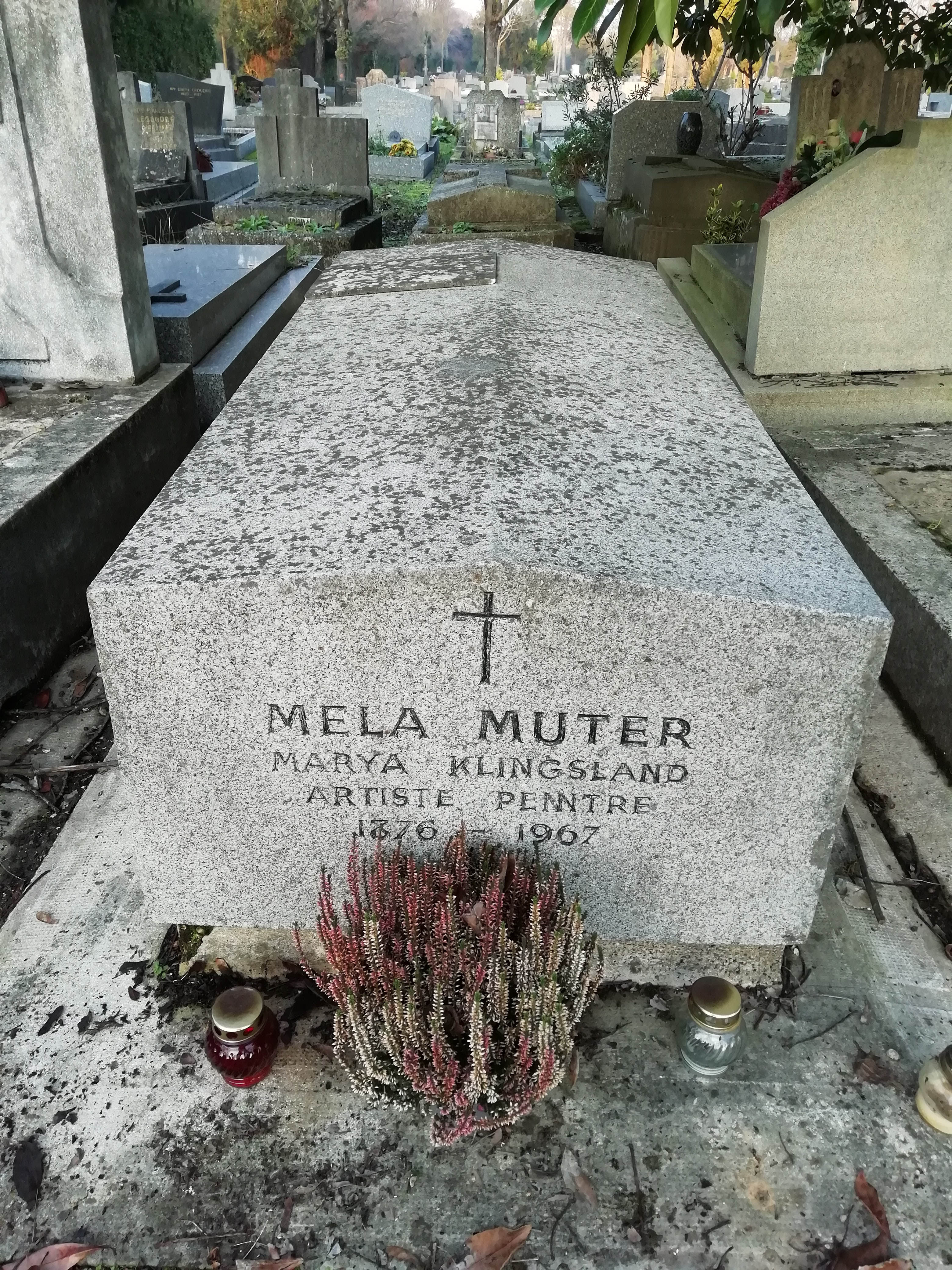
Grób Meli Muter w Paryżu

Mela Muter, właśc. Maria Melania Mutermilch z d. Klingsland (ur. 26 kwietnia 1876 w Warszawie, zm. 16 maja 1967 w Paryżu) – polska malarka żydowskiego pochodzenia, przedstawicielka modernizmu, zaliczana do École de Paris, członkini Société Nationale des Beaux-Arts (1912).
Twórczość Meli Muter świadczy o jej wyjątkowej osobowości, o wewnętrznej sile i niezależności. Urodzona w zaborze rosyjskim, w 1901 roku zdecydowała się na wyjazd do Paryża, gdzie osiadła na stale. W Paryżu była aktywna zarówno w polskim, jak i międzynarodowym środowisku artystycznym. Dużo podróżowała, zarówno po Francji, m.in. do Bretanii, w Pireneje i do Prowansji, jak i w Europie, gdzie odwiedziła Hiszpanię (m.in. Katalonię i Kraj Basków), Włochy, Niemcy.

## Życiorys
Była drugim z pięciorga dzieci Fabiana Klingslanda, zamożnego żydowskiego kupca i Zuzanny z Feigenblattów. Przyszła na świat w Warszawie 26 kwietnia 1876. Miała starszego brata Juliana, który zginął tragicznie w wieku szesnastu lat i młodsze rodzeństwo: Gustawę, Cecylię i Zygmunta, późniejszego cenionego krytyka sztuki, publicystę i dyplomatę, zmarłego w 1951 w USA.
Warszawski dom Klingslandów słynął z otwartości. Ojciec artystki często wspierał materialnie, a także gościł u siebie młodych polskich literatów: Władysława Reymonta, Jana Kasprowicza, Leopolda Staffa. Klingslandowie pomagali też ubogim sąsiadom. Będąc wyznania mojżeszowego, wychowywali dzieci w otwartości na polską kulturę i tradycję. Rozwijali ich talenty. W 1892 Mela zdała w Warszawie maturę, następnie do 1899 pobierała prywatne lekcje rysunku oraz gry na fortepianie u prof. J. Kleczyńskiego. Uczęszczała także przez kilka miesięcy do Szkoły Rysunku i Malarstwa dla Kobiet w Warszawie Miłosza Kotarbińskiego.
17 maja 1899 w synagodze na Tłomackiem zawarła ślub z Michałem Mutermilchem, pisarzem, krytykiem sztuki, działaczem lewicy. Był synem Szymona Mutermilcha i Rozalii z Halpernów, poprzez babkę ze strony ojca spokrewniony z rodziną Kramsztyków, z której pochodził Roman Kramsztyk, malarz, przyjaciel Mutermilchów. W 1900 urodziło się ich jedyne dziecko, syn Andrzej. Rodzina wyjechała do Paryża w 1901. Mela dzieliła czas między twórczość a rodzinę. Michał publikował książki, artykuły, teksty do katalogów wystaw, zajmował się tłumaczeniami.
Uzyskała rozwód religijny z Michałem Mutermilchem w 1919. W 1917 poznała młodego francuskiego intelektualistę Raymonda Lefebvre’a, który wprowadził ją w środowisko francuskiej lewicy. Przyjaźniła się m.in. z Paulem Vaillant-Couturierem, Romainem Rollandem, Henri Barbussem. W 1920 Lefebvre zginął w katastrofie morskiej na morzu Barentsa w drodze powrotnej z Moskwy, gdzie wziął udział w II Kongresie Międzynarodówki Komunistycznej. W 1924 straciła syna.
W 1923 przyjęła wiarę katolicką. W 1927 otrzymała francuskie obywatelstwo. W 1940 w obawie przed represjami z strony niemieckich okupantów wobec osób żydowskiego pochodzenia wyjechała z Paryża na południe Francji. Wojnę przetrwała w Awinionie i w okolicach tego miasta, gdzie udzielała lekcji malarstwa i historii sztuki. Członkowie jej najbliższej rodziny, z wyjątkiem brata Zygmunta, zmarli jeszcze przed wybuchem drugiej wojny albo zginęli w jej trakcie.
Po wojnie wróciła do Paryża. Władze Awinionu udostępniły jej mały lokal na pracownię, dzięki temu letnie miesiące spędzała na południu Francji. W 1958 odnalazł ją w Paryżu, żyjącą w ciężkich warunkach i schorowaną, Bolesław Nawrocki junior, syn malarza Bolesława Nawrockiego, którego Muter poznała w Paryżu na początku XX wieku. Bolesław Nawrocki junior i jego żona Lina pomagali Muter przez kilka ostatnich lat jej życia. Najprawdopodobniej portret Nawrockiego juniora jest ostatnim skończonym dziełem Muter.
Zmarła w Paryżu 16 maja 1967 i została pochowana na Cmentarzu Bagneux.

## Twórczość
W początkowym okresie twórczości fascynował ją symbolizm i stylistyka Szkoły Pont-Aven, m.in. Gauguina i Ślewińskiego. Inspirowała ją też malarstwo Jamesa McNeilla Whistlera. Chętnie posługiwała się szeroką płaską plamą, której kształt podkreślała ciemnym konturem. Później jej stylistyka zbliżyła się do sztuki Vincenta Van Gogha, Paula Cézanne’a, a także – w malarstwie portretowym – Edouarda Vuillarda. Bacznie obserwowała ewolucję paryskiej sceny artystycznej, eksperymentowała z kubizmem i fowizmem. Z czasem zmierzała w kierunku ekspresjonizmu, komponując obrazy o chropowatej, bogatej fakturze i żywych kolorach, często o charakterze monumentalnym, malowanych we własnym, indywidualnym, wyraźnie rozpoznawalnym stylu. Obok portretόw i pejzaży malowała też kompozycje figuralne i martwe natury. Była autorką prac olejnych, akwarel, rysunków i grafik. Prowadziła także działalność pedagogiczną w zakresie malarstwa i rysunku. Wykonywała również ilustracje prasowe.

## Najważniejsze wystawy
Debiutowała w 1902 na paryskim Salonie Towarzystwa Narodowego Sztuk Pięknych (Salon de la Société nationale), gdzie wystawiała również w późniejszych latach.
Do wybuchu drugiej wojny światowej wielokrotnie pokazywała obrazy na cyklicznych wystawach paryskich: Salon d'Automne (Salon Jesienny), Salon des Indépendants (Salon Niezależnych), Salon des Tuileries.
- 1902 – Warszawa, Towarzystwo Zachęty Sztuk Pięknych
- 1911 – Barcelona, Galeria de Arte Contemporanea (Galeria Sztuki Współczesnej), kierowana przez Josepa Dalmau
- 1913 – Girona, Galeria Athenea
- 1918 – Paryż, Galerie Chéron
- 1923 – Warszawa, Zachęta
- 1924 i 1927 – Paryż, Galerie Billiet
- 1925 – Paryż, Galerie Au Sacre du Printemps
- 1926 i 1928 – Paryż, Galerie Druet
- 1933 – Wenecja, XVIII Biennale, Pawilon Sztuki Polskiej
- 1937 – Paryż, Wystawa Powszechna
- 1948 – Awinion, Galerie Noceda i Paryż, Galerie des Beaux-Arts
- 1952 – Lyon, Galerie Bellecour
- 1953 – Paryż, Cercle Volney
- 1955 – Marsylia, Galerie Carle Vernet
- 1965 – Kolonia, Galerie Gmurzyńska
- 1966 – Paryż, Galerie Jean-Claude Bellier
- 1966 – Oslo, Kunstnerforbundet
- 1966 – San Francisco, The Maxwell Galleries
- 1967 – Nowy Jork, Hammer Galleries

Wystawy pośmiertne
- 1968 – Awinion, Musée Calvet
- 1977 – Genewa, Musée du Petit Palais
- 1993 – Pont-Aven, Muzeum Pont-Aven
- 1994–1995 – Warszawa, Muzeum Narodowe, Kolekcja Bolesława i Liny Nawrockich
- 2002 – Radziejowice, Pałac w Radziejowicach
- 2010 – Toruń, Muzeum Uniwersyteckie
- 2017 – Warszawa, Cosmopolitan
- 2018–2019 Girona, Muzeum Sztuki

## W kolekcjach muzealnych i prywatnych
W Polsce
- Muzeum Narodowe w Warszawie (Le Pont Neuf zimą, ok. 1918; Widok portu w Collioure/Portret Jeana Daniela Maublanca; Pejzaż miejski, ok. 1920; Stary sprzedawca zabawek, ok. 1905; Panorama miasta, akwarela, lata 20. XX wieku; Rybaczki, akwarela, lata 20. XX wieku)
- Muzeum Narodowe w Lublinie (Snopki siana, ok. 1938; Rodan, ok. 1945)
- Muzeum Śląskie (Portret mężczyzny)
- Muzeum Narodowe w Gdańsku
- Muzeum Okręgowe w Bydgoszczy

W muzeach francuskich, ok. 30 obrazów
- Musée national d’art modern – Centre Pompidou (7 prac: Fillette bretonne, ok. 1909–1910; Les deux soeurs, ok. 1911; Cuisinière épluchant des légumes, 1920; Portrait de Maurice Parijanine, ok. 1920–1921; Les Poissons, ok. 1920; Le buveur, 1924; Le Sculpteur François Pompon, 1924)[9].
- Centre national des arts plastiques (6 prac: Portrait de Monsieur Rozycki, soldat polonais; Famille; Paysage méditerranéen; Les fatigués, ok. 1910; Portrait du compositeur Albert Roussel, ok. 1928; L'aveugle de Gérone, 1958)[10].
- Musée d’Art Moderne de la Ville de Paris (4 prace: Les Soudanais, ok. 1919; Portrait du Professeur Bohn, ok. 1936; Paysage, ok. 1937; Fruits d’été, ok. 1938)[11].
- Fonds d’art contemporain – Paris Collections (2 prace)[12].
- Musée d’arts de Nantes (2 prace, w tym Portrait de Luc Benoist, ok. 1967)[13].
- Musée des beaux-arts, Bordeaux[14].

W muzeach i galeriach innych krajów
- Hiszpania (w tym w Girona Art Museum: La Santa Família,1909)
- Ukraina
- Izrael

Kolekcje prywatne na kontynencie europejskim i amerykańskim
- duże zbiory w kolekcji Villa la Fleur w Konstancinie-Jeziornie
- kilkaset obrazów i rysunków w kolekcji Nawrockich w depozycie Muzeum Uniwersyteckiego w Toruniu (nie jest udostępniona zwiedzającym)[15].

Archiwum Meli Muter znajduje się w Archiwum Emigracji w Bibliotece Uniwersyteckiej w Toruniu.

## Mela Muter Research Center
W listopadzie 2022 zostało powołane do życia Mela Muter Research Center, którego celem jest prowadzenie badań i popularyzacja wiedzy o życiu i twórczości artystki.

## Upamiętnienia
W Gironie (Hiszpania) znajduje się plac jej imienia.